# Rzeczywistość (obraz)
Rzeczywistość – obraz olejny autorstwa Jacka Malczewskiego o wymiarach 115 na 209 centymetrów, namalowany w 1908 roku, określany mianem jednego z najwspanialszych obrazów malarza. Dzieło posiada bogatą i skomplikowaną symbolikę; przedstawia scenę w szopce bożonarodzeniowej. Malarz namalował w niej dziesięć postaci: Matkę Boską z Dzieciątkiem, trzy anioły, trzech przedstawicieli polskich powstań XIX wieku, swój autoportret oraz Stańczyka.
Obraz został określony jako "odnaleziony po stu latach", gdy został wystawiony na aukcję w 2022 roku; ostatni raz był publicznie wystawiony w 1926 roku, na jubileuszowej wystawie Malczewskiego w Towarzystwie Przyjaciół Sztuk Pięknych we Lwowie. Alternatywne tytuły tego dzieła to "Stańczyk" oraz "Polskie Jasełka". W "Rzeczywistości" Malczewski w oczywisty sposób odnosi się do znanego obrazu swojego nauczyciela Jana Matejki, "Stańczyka".
Obraz wywołał zainteresowanie mediów z powodu oczekiwanej ceny, szacowanej na 14 do 22 milionów złotych, co byłoby najwyższą kwotą wylicytowaną za obraz na aukcji w Polsce, a także z powodu kontrowersji związanej ze statusem prawnym obrazu.